# Andrew Wood (muzikant)
Andrew Patrick Wood (Columbus, Mississippi, 8 januari 1966 – Seattle, 19 maart 1990) was een Amerikaans muzikant. Wood was leadzanger van de band Mother Love Bone en eerder zanger en bassist van Malfunkshun. Op 24-jarige leeftijd stierf hij aan een heroïne-overdosis, vlak voordat Mother Love Bones debuutalbum Apple werd uitgebracht.

## Biografie
Andrew Patrick Wood was de jongste telg uit een gezin waarbij vader beroepsmilitair was. Het gezin Wood verhuisde vanwege het werk van de vader constant. Dit had een grote impact op Andrew die zich nooit kon hechten aan een omgeving. Wat overbleef voor de jonge Wood was dat hij zich terugtrok in een wereld van muziek, waarbij hij Freddie Mercury, Kiss, Aerosmith en Elton John als lichtende voorbeelden nam. Dit kwam overigens later wel tot uiting, aangezien de optredens van Wood gepaard gingen met uitbundige verkleedpartijen en bombastische verschijningen.
Samen met zijn broer richtte hij in 1980 de band Malfunkshun op en was hij daarvan de frontman. Waar hij voorheen opgemaakt en verkleed met een haarborstel voor de spiegel stond, deed Wood dit ook op het podium en stelde zich voor als 'L'Andrew The Love Child'. Alhoewel Malfunkshun eigen materiaal speelde, werd het niet echt een doorbraak. Wood wilde echter meer en liet dit ook openlijk blijken.
Tegen de tijd dat een van Seattles bekendste bands, Green River, uit elkaar viel, waren twee leden van deze band, Jeff Ament en Stone Gossard), bezig een nieuwe band samen te stellen. De zanger was in feite heel snel gevonden. Er werd gewerkt aan nieuw materiaal en de rasperige stem van Wood en het feit dat hij piano speelde zorgden voor een extra dimensie in de muziek ('Love Rock', volgens Wood) van Mother Love Bone, wat overigens de tweede naam van de band was. De eerste naam was 'Lord of the Wasteland', gekozen uit het nummer "God of Thunder" van Kiss.
De opvallende optredens van Mother Love Bone (MLB) vielen in goede aarde in de muziekscene van Seattle, en al gauw kwamen grote platenmaatschappijen kijken naar deze opvallende band. PolyGram was de gelukkige die MLB onder contract kreeg, waarop de band ging werken aan hun eerste studioalbum, waar eerder al de ep Shine was uitgebracht.
Echter een grote smet op het blazoen van de band was, ondanks zijn fantastische performance, Wood. Hij kon zijn heroïne-verslaving niet meer verborgen houden voor de overige bandleden. Het werd een steeds groter probleem om Wood in het gareel te houden. Nadat de bandleden hem duidelijk maakten dat het zo niet verder kon gaan, besloot Wood eind 1989-begin 1990 om naar een afkickkliniek te gaan. De dood van Wood liet niet lang op zich wachten, want na maanden clean te zijn besloot Wood heroïne te halen. De reden waarom is nog altijd duister. Zijn toenmalige vriendin Xana LaFuente vond hem in hun appartement op 16 maart 1990. Wood werd in allerijl naar het ziekenhuis gebracht. Na uitgebreid hersenonderzoek was de uitkomst echter dat Wood verder zou leven als een kasplant. Op 19 maart 1990 besloot men de stekker eruit te halen, waarna hij in het bijzijn van zijn familie, vriendin en bandleden stierf op de klanken van Queens A Night at the Opera.
Mother Love Bones eerste album Apple kwam hetzelfde jaar uit en er waren lovende recensies voor een band die niet meer bestond en waarschijnlijk heel groot had kunnen worden.
Naar aanleiding van Woods overlijden vormden zijn vroegere bandgenoten Stone Gossard en Jeff Ament de tributeband Temple of the Dog, samen met Chris Cornell en Matt Cameron van Soundgarden. De bandnaam was geïnspireerd op de door Wood geschreven tekst van het Mother Love Bone-nummer "Man of Golden Words". Aan het titelloze album dat de band opnam leverden ook twee bandleden van Gossards en Aments nieuwe band Mookie Blaylock (later omgedoopt tot 'Pearl Jam') hun bijdrage. Dit waren Mike McCready, die leadgitaar speelde, en Eddie Vedder, die zong in het nummer "Hunger Strike". De nummers "Say Hello 2 Heaven" en "Reach Down", beide geschreven door Cornell, zijn speciaal voor Wood geschreven.
Het nummer Would? van Alice in Chains was ook een eerbetoon aan Wood en werd een van Alice in Chains' grootste hits.
- Gemeinsame Normdatei: 1137016590
- International Standard Name Identifier: 0000 0000 7495 4078
- Library of Congress Control Number: no2017134605
- MusicBrainz: 400e187f-31b0-473d-a4c3-685d38229274
- Virtual International Authority File: 105480653